# Årstahusen

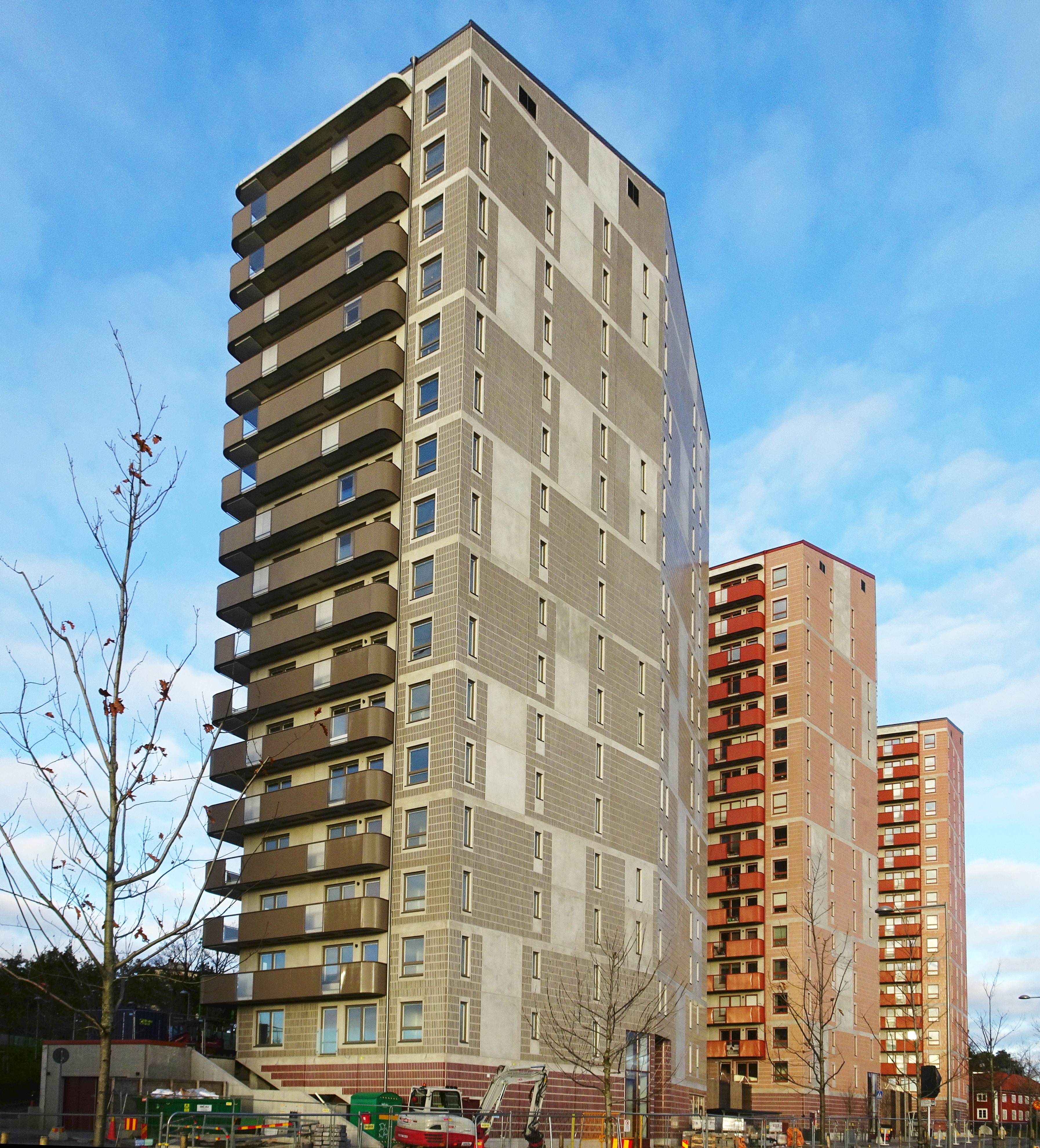
Alle tre punkthus i november 2020.

Årstahusen är namnet på tre bostadshöghus i kvarteret Skyttevärnet som uppfördes mellan åren 2017 och 2020 vid Årstaskogs väg i stadsdelen Liljeholmen i södra Stockholm. Husen byggdes på uppdrag av Ikano Bostad efter ritningar av Varg Arkitekter. 

## Bakgrund

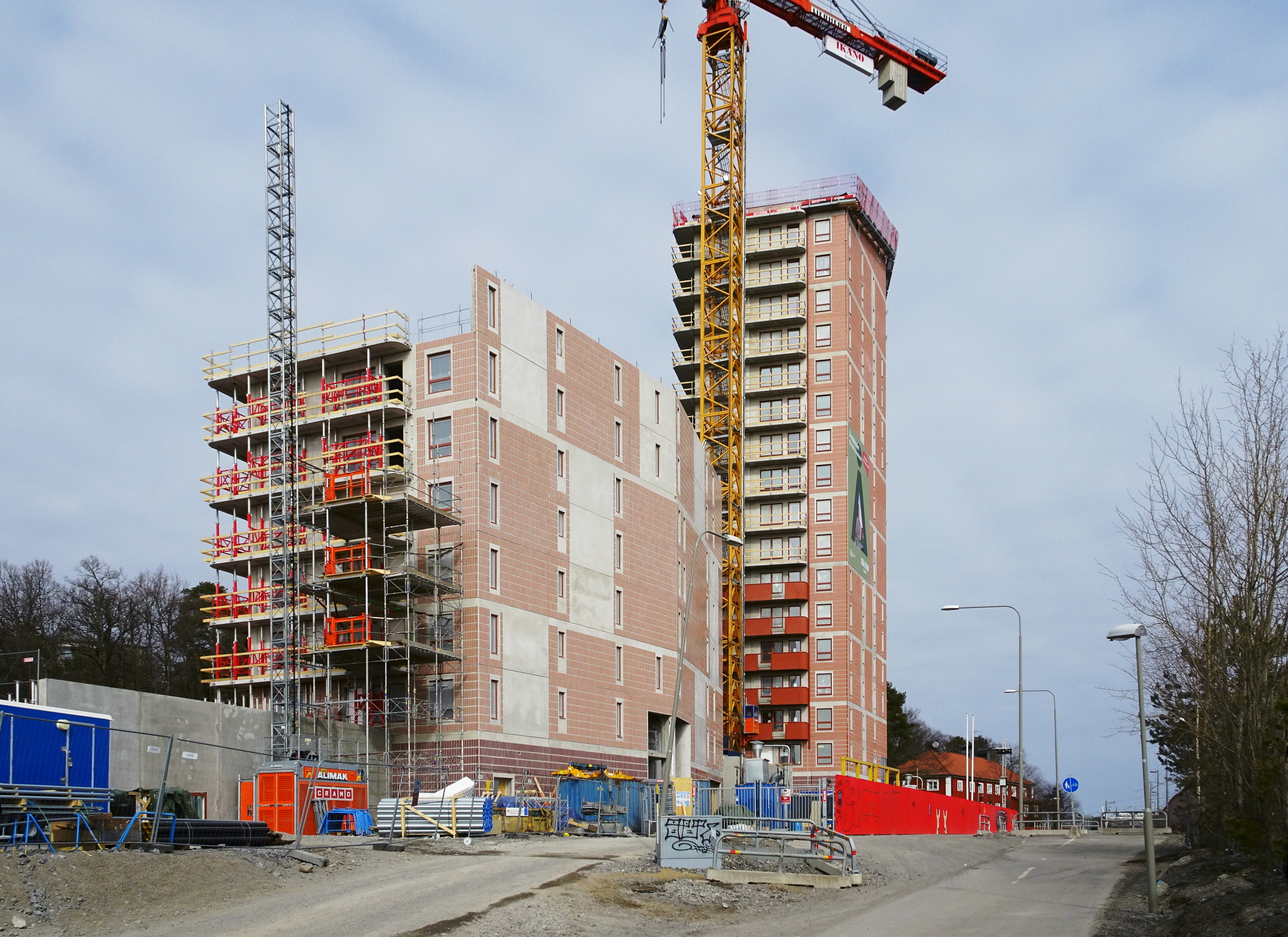
Byggarbeten i mars 2018.

Årstahusen hör till ett större byggprojekt som omfattar ett äldre industriområde intill Årstabergsvägen och Sjöviksbacken norr om Årstabergs pendeltågsstation. Enligt översiktsplanen Promenadstaden ligger fastigheterna inom stadsutvecklingsområdet Liljeholmen. 
Planområdet utgörs av fastigheterna Packrummet 9-12 och del av Årsta 1:1. 
Detaljplanen (S-Dp 2013-02707) vann laga kraft i maj 2016 och syftar till att inom planområdet skapa förutsättningar för ny bebyggelse inrymmande lägenheter, förskola och verksamhetslokaler i bottenvåningar och garage i källarplanen. Planen rymmer också en ny skola (Sjöviksskolan) för 1 200 elever samt Zackrisbergsparken som uppkallas efter den gamla egendomen Zachrisberg som låg i närheten. Inom planområdet finns idag några industribyggnader från tidigt 1960-tal som kommer att rivas.

## Beskrivning
Kvarteret Skyttevärnet (tidigare Mötesplatsen) ligger i planområdets norra del och sträcker sig längs norra sidan av stambanan mellan Årstaberg och Liljeholmskajen. I kvarteret planerades tre punkthus om 16 våningar vardera (motsvarande 52 meter över mark). Fasaderna mot järnvägen är slutna och kläs med glaserade klinkerplattor som är ingjutna i fasadelement, medan fasaderna mot gården är öppna och lättas upp av balkonger. Ett skarpt vertikalt ”veck” i fasaden mot järnvägen och flacka sadeltak ger husen karaktär. 
De tre punkthusen placerades på en gemensam souterrängvåning med garage, entréer och lokaler. Varje hus innehåller 78 bostadsrättslägenheter med storlekar mellan 1 rum och kök och 4 rum och kök. Husen uppfördes i tre etapper och blev inflyttningsklara mellan november 2018 och årsskiftet 2020/2021.

## Bilder

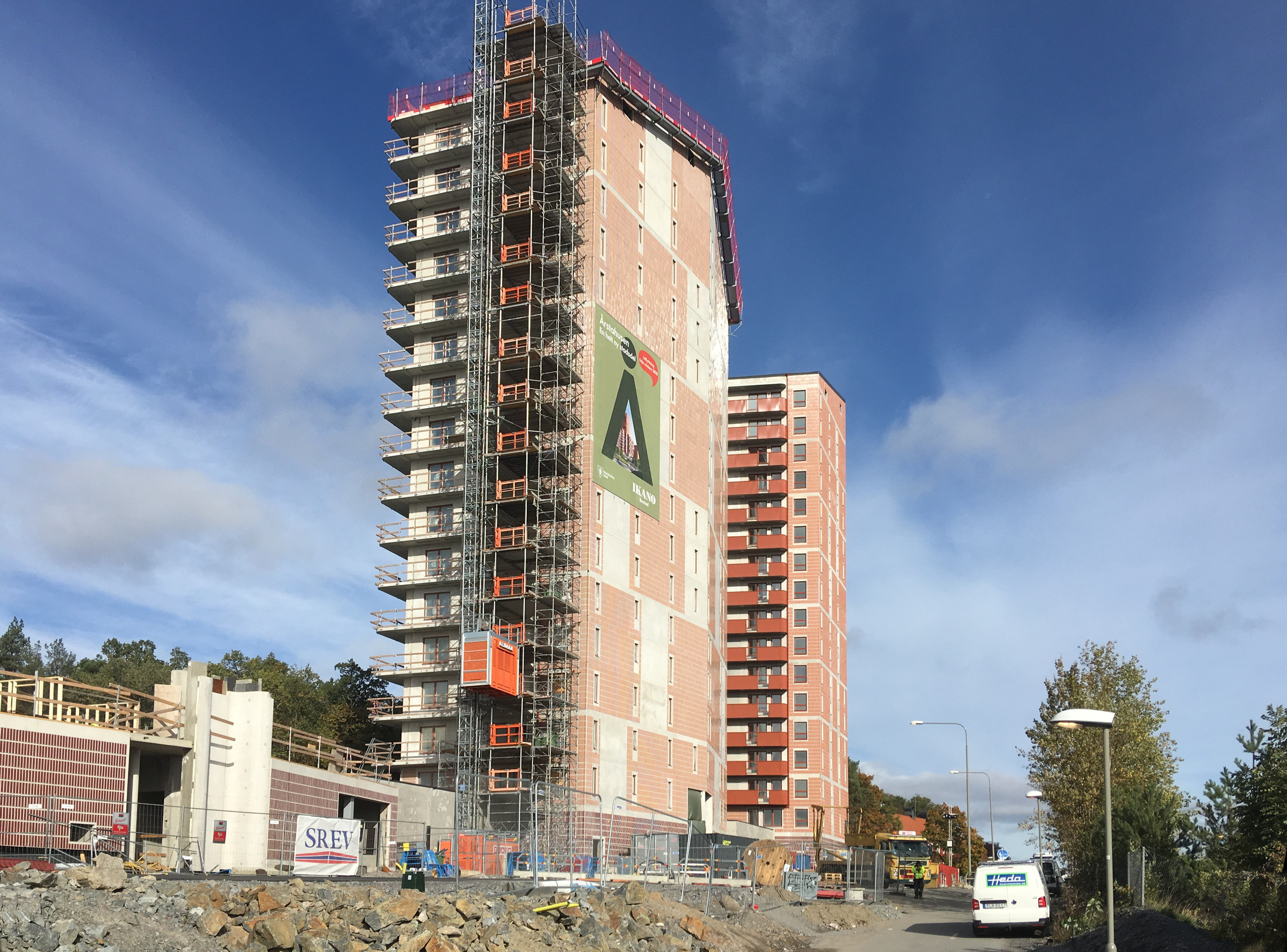
Punkthus ett och två, oktober 2018.
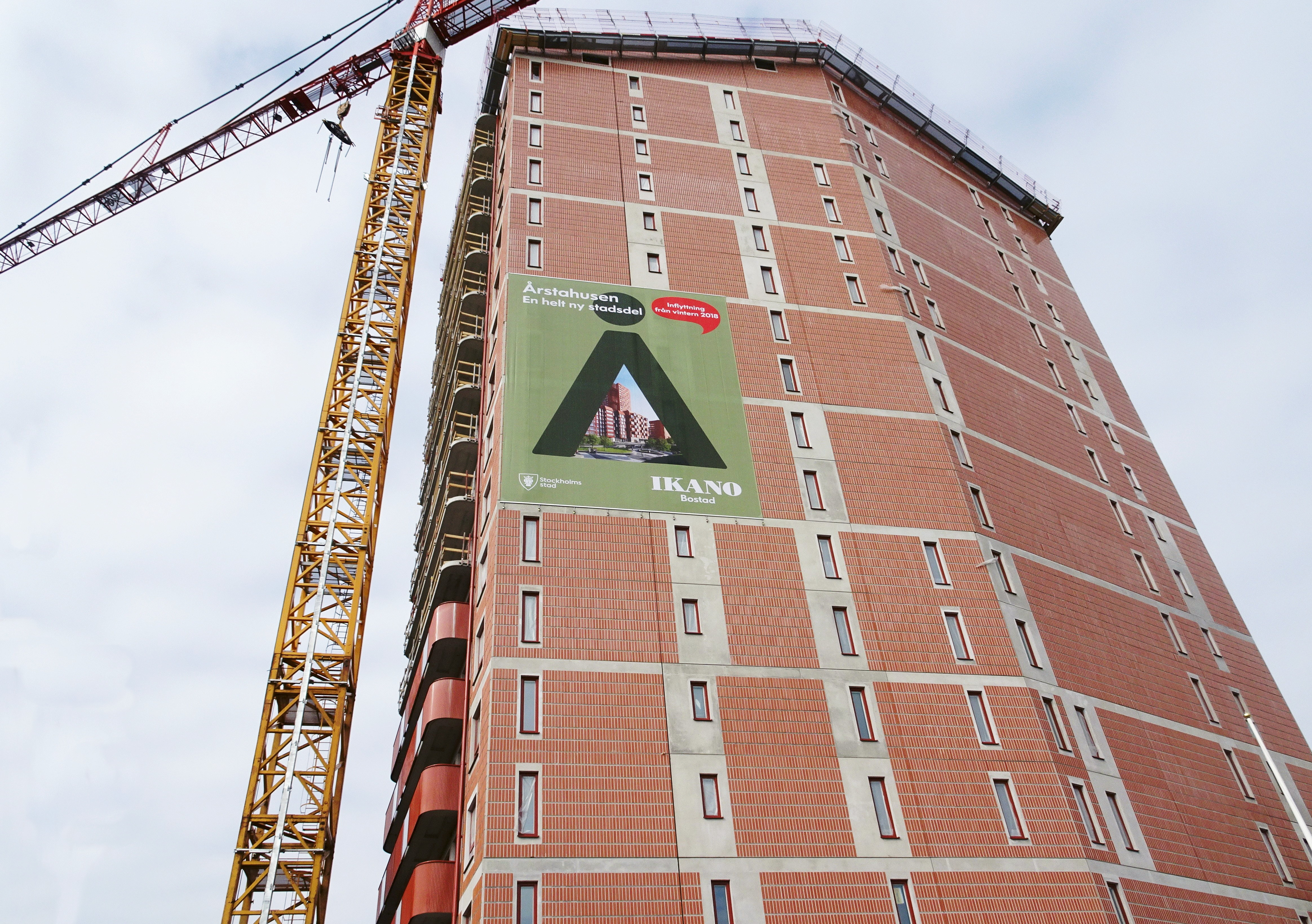
Fasad, punkthus två.
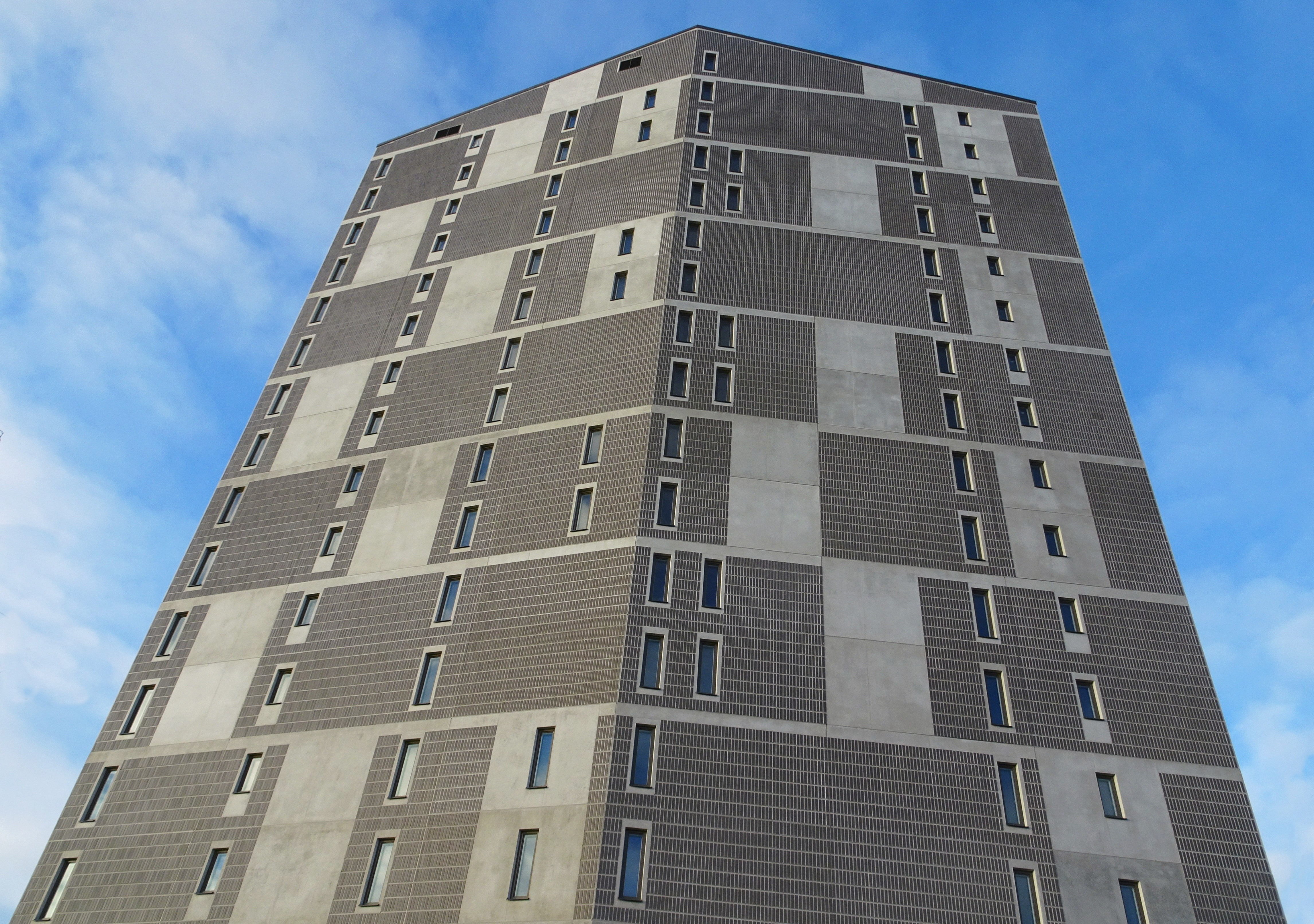
Fasad, punkthus tre.
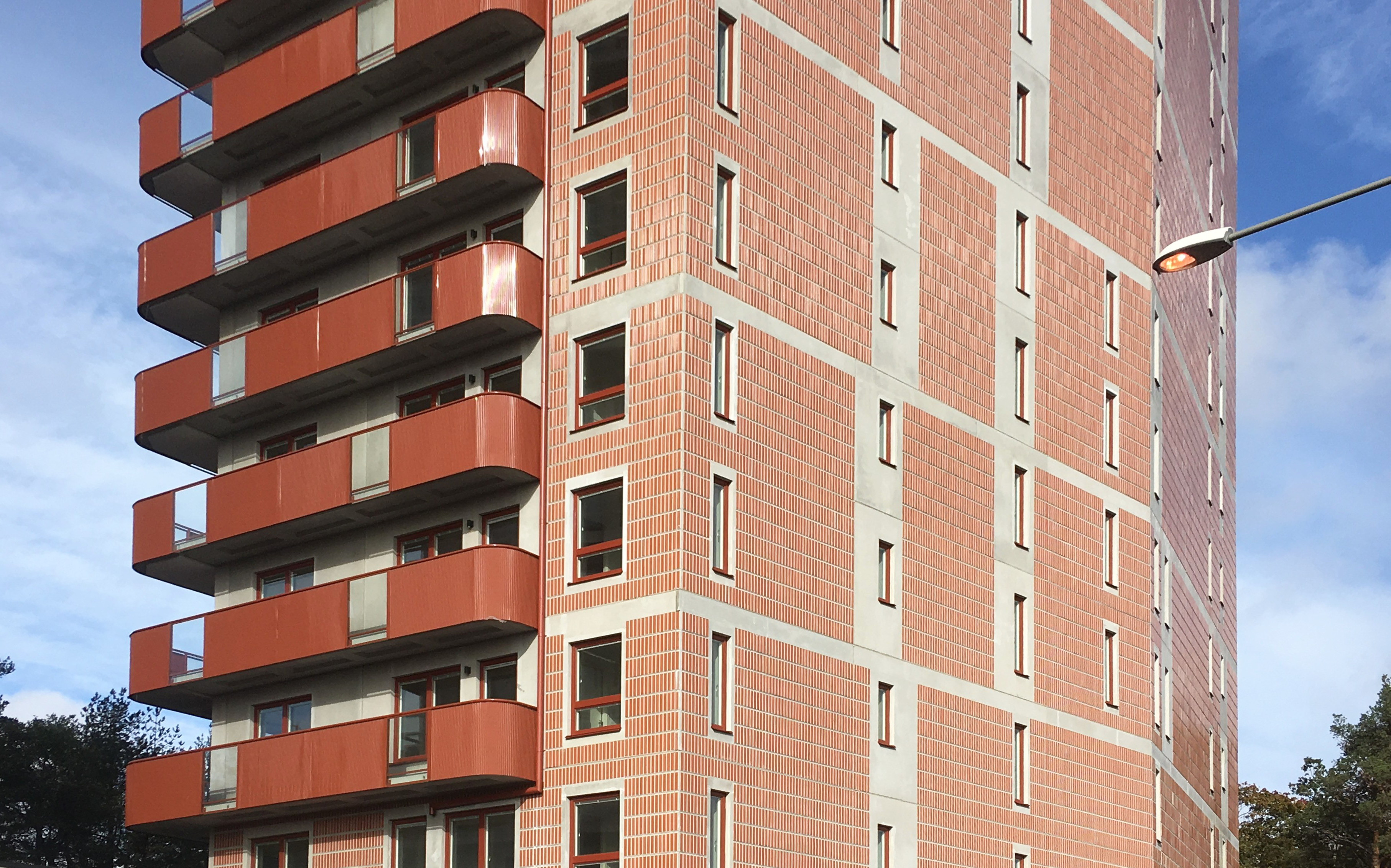
Fasaddetalj, punkthus ett.
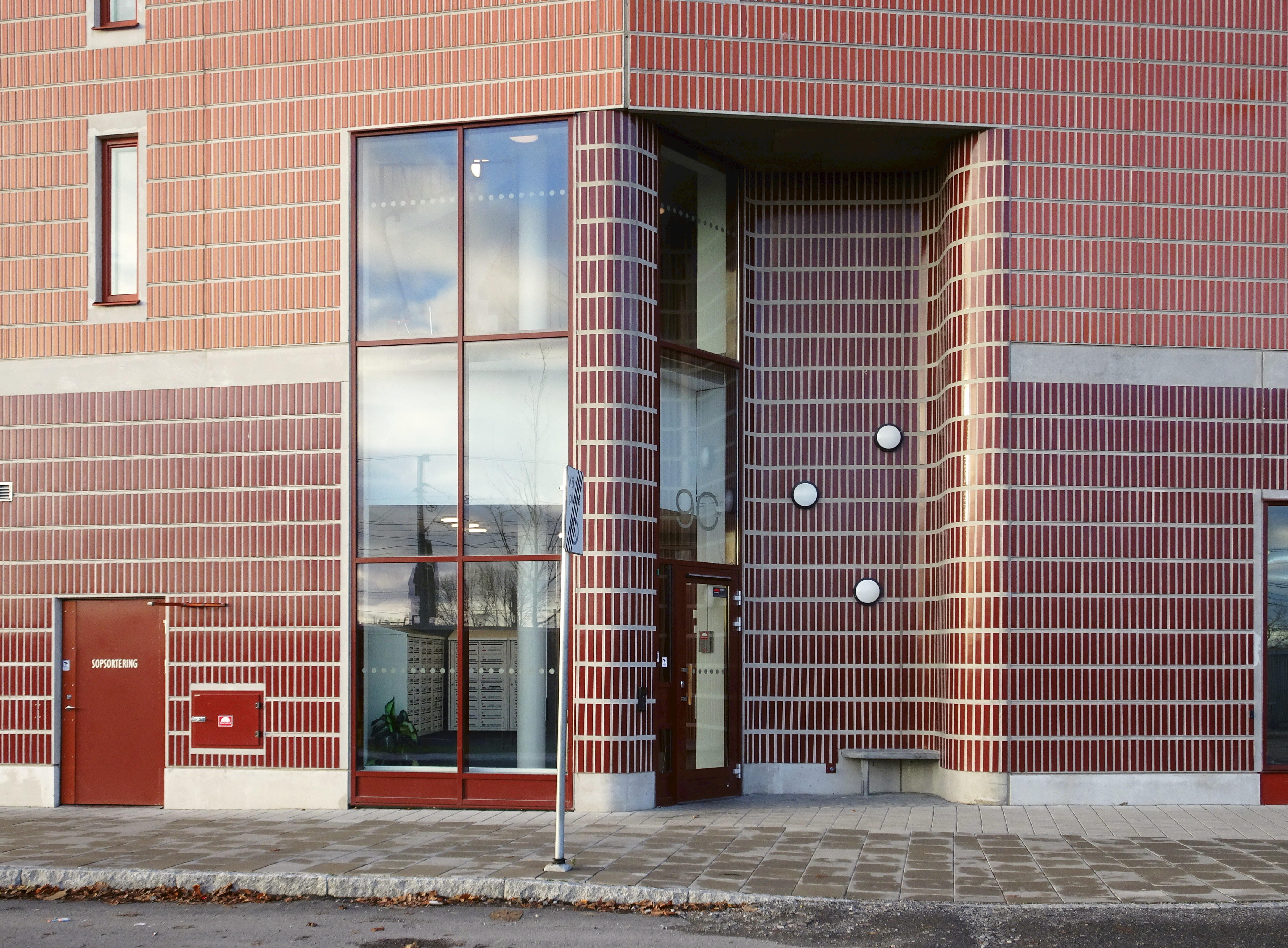
Entré, punkthus ett.